# 小口擬長鰍
小口擬長鰍為輻鰭魚綱鯉形目鰍科的其中一種，為熱帶淡水魚，分布於亞洲馬來西亞及婆羅洲淡水流域，體長可達4.5公分，棲息在沼澤、湖泊及河川，以底棲性無脊椎動物及藻類為食，生活習性不明。

## 扩展阅读
維基物種上的相關：小口擬長鰍